# Sinval de Oliveira Bambirra
Sinval de Oliveira Bambirra (Betim, 10 de janeiro de 1933 — Belo Horizonte, 10 de dezembro de 2003) foi um sindicalista e político brasileiro.
Iniciou sua vida profissional como operário têxtil assumindo, posteriormente, a presidência do sindicato e da Federação dos Tecelões de Minas Gerais. Sua trajetória como dirigente sindical (décadas de 1950/1960), foi marcada pela defesa por melhores condições salariais, trabalhistas e culturais para os operários. Dentre suas realizações destacam-se a construção da sede própria do Sindicato dos Tecelões em Belo Horizonte, tendo esta uma biblioteca - organizada pessoalmente por Sinval Bambirra - composta por livros doados por diferentes autores brasileiros e estrangeiros.
Durante o golpe militar de 1964 muitos destes livros, incluindo uma Bíblia com capa vermelha doada pelo Papa João XXIII, foram queimados em plena rua, considerados "subversivos".
Sinval Bambirra foi eleito deputado estadual pelo antigo PTB de Minas Gerais e seu mandato foi cassado em 1964.
Exilado durante 15 anos em Cuba e Alemanha Oriental, formou-se em Sociologia e exerceu cargos de direção na antiga Rádio Berlim.
Retornando ao Brasil após a anistia, dedicou-se a reconstruir o trabalhismo juntamente com Leonel Brizola.
Era casado com a jornalista Maria Auxiliadora Bambirra.